# Metempsihoză

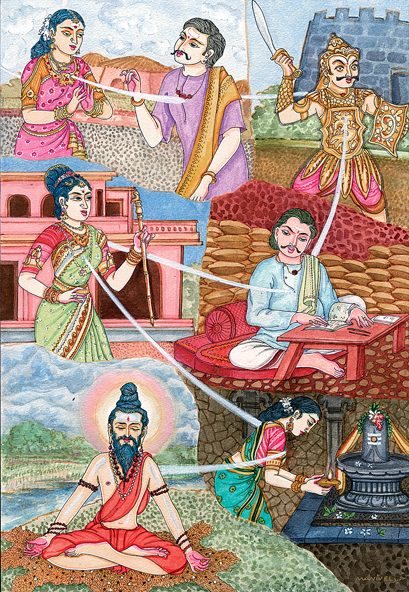
Reîncarnarea în arta hindusă.

Metempsihoza (din greacă μετεμψύχωσις) este un termen filosofic care se referă la transmigrația sufletului, în special la reîncarnarea acestuia după moarte. Metempsihoza este o interpretare mistică despre mutația sufletelor (concepute ca autonome) de la un organism la altul, putând trece de la plante la animale și la oameni etc. Întruparea sufletului după moartea inxdividuală, ar fi supusă unei logici a purificării având un curs progresiv după comportarea individului.
Este o doctrină populară în numeroase religii orientale precum hinduismul, budismul, jainismul și druzismul, în curente mistice din Grecia antică, precum orfismul, pitagoreismul etc, a cărei concept este reprezentat de faptul că un individ se încarnează dintr-un corp în altul, fie că acesta este de natură umană, animală sau vegetală. În general, termenul este utilizat exclusiv în contextul filosofiei grecești, dar a fost întrebuințat și de filosofi moderni, precum Schopenhauer și Kurt Gödel. Folosit în alt sens, capătă alte conotații, fiind de preferat folosirea termenului „transmigrație”. Cuvântul joacă, de asemenea, un important rol în „Ulise” al lui James Joyce și este asociat cu Nietzsche. Termenul a fost aplicat cu succes și în literatura română, de autori precum Liviu Rebreanu cu „Adam și Eva” și Mircea Eliade în romanul „Nuntă în cer”. 
Reîncarnarea sau reîntruparea este o credință filosofico-religioasă conform căreia spiritul supraviețuiește morții trupului, pentru a reveni după un interval într-un nou trup. În unele cazuri se face distincția între reîncarnare, prin care pot trece doar ființele umane, și metempsihoză, termen ce presupune transmigrația sufletului între toate formele de viață. Conform credinței reîncarnării, o nouă personalitate este dezvoltată la fiecare viață nouă în lumea fizică, dar o parte a ființei rămâne permanent prezentă pe parcursul acestor vieți succesive.

## În filosofia greacă
Este neclară originea greacă a metempsihozei, însă este ușor de asumat că ideile timpurii care nu au fost suprimate vreodată au fost utilizate în scopuri religioase și filosofice. Religia orfică, care a deținut-o inițial, a apărut pentru prima oară de-a lungul frontierei semi-barbare de nord-est. Se spune că Orfeu, cel despre care legendă spune că ar fi pus bazele acesteia, a precizat că sufletul și trupul sunt unite printr-o legătură inegal împărțită; sufletul este divin, nemuritor și aspiră la libertate, în timp ce corpul îl claustrează, ținându-l prizonier. Moartea dizolvă legătura, dar numai pentru a reîncarcera sufletul proaspăt eliberat după o scurtă perioadă de timp, pentru că roata nașterii se învârte inexorabil. Așadar, sufletul își continuă călătoria, alternând între o existentă separată, neîngrădită și reîncarnarea proaspătă, completând cercul larg al necesității, ca și companionul multor corpuri de oameni și animale. Acestor prizonieri lipsiți de noroc li se adresează Orfeu cu un mesaj de eliberare și îi roagă să se întoarcă în sânul lui Dumnezeu printr-o pietate ascetică a vieții și autopurificare: cu cât viețile lor vor fi mai pure, cu atât va fi mai înaltă reîncarnarea ulterioară, până când sufletul își va fi terminat ascensiunea voalată a destinului determinat de zeitate. Această era teoria orfismului care a apărut în Grecia în jurul anului 6 î.Hr., organizată în mistere publice și private la Eleusis și peste tot, și care a dat naștere la o literatură amplă. 
Primul gânditor grec care are legătură cu metempsihoza este Pherecide din Syros; dar Pitagora, presupus a fi elev al acestuia din urmă, este primul mare exponent filosofic al metempsihozei. Probabil că Pitagora nici nu a inventat doctrina, nici nu a importat-o din Egipt, dar și-a format reputația aducând-o din nord-estul Greciei în Magna Graecia și instituind societăți pentru propagarea ei. 
Adevărata greutate și importanță a metempsihozei în tradiția vestică este datorată adopției acesteia de către Platon. Dacă acesta nu ar fi integrat-o în unele dintre marile sale opere, nu ar fi fost decât o curiozitate pentru antropologiștii și studenții în folclor vestici. În mitul escatologic care concluzionează „Republica” spune povestea lui Er, fiul lui Armenius, care s-a întors la viață în a 12-a zi de la moartea sa și a povestit secretele lumii de dincolo. După moarte, spune el, s-a deplasat împreună cu alții spre locul Judecății și a văzut sufletele întorcăndu-se din rai, ajungând împreună cu ele într-un loc în care se alegeau vieți noi, umane și animale. A văzut sufletul lui Orfeu transformându-se într-o lebădă, Thamyras devenind o privighetoare, păsări muzicale alegând să devină oameni, sufletul lui Atalanta alegând onorurile unui atlet. Oamenii puteau fi văzuți metamorfozându-se în animale și animale sălbatice și de casă interschimbandu-se. După alegerea făcută, sufletele beau din Lethe și săgetau ca niște stele către nașterea lor. Sunt mituri și teorii de aceeași factură în alte dialoguri, cum ar fi „Phaedrus”, „Meno”, „Phaedo”, „Timaeus” și „Legile”. În viziunea lui Platon, numărul de suflete era unul fix; nașterea nu reprezintă așadar vreodată crearea unui suflet, ci doar transmigrația de la un corp la altul. Acceptarea de către Platon a doctrinei este caracteristică simpatiei sale cu privire la credințele populare și dorinței sale arzătoare de a le incorpora într-o formă purificată în sistemul său. Aristotel, o minte mai puțin emoțională și receptivă, are o doctrină a nemuririi complet contrastantă. 
Măsura credinței lui Platon în metempsihoză a fost dezbătută de unii erudiți moderni. Marsilio Ficino (în „Teologia platonică”, 17.3-4) a afirmat că referințele lui Platon cu privire la metempsihoză au fost intenționat alese pentru valențele lor alegorice. 
În literatura greacă mai târzie doctrina apare periodic; este menționată într-un fragment din Menandru și satirizată de Lucian. În literatura romană este descoperită timpuriu datorită lui Ennius care în casa lui din Calabria trebuie să fi fost familiarizat cu teoriile grecești și care era un descendent al unei familii provenite din Magna Graecia. Într-un pasaj pierdut al „Analelor” sale, o istorie a romanității în versuri, Ennius relata cum l-a văzut pe Homer într-un vis, care l-a asigurat că același suflet care i-a animat pe amândoi poeții i-a aparținut unui păun. Persius își arată amuzamentul față de teoria lui Ennius în una din satirele sale. Vergilius înglobează ideea în viziunea să asupra Lumii de Dincolo în cea de-a șasea carte a Eneidei.    

## În literatură după Era Clasică
Metempsihoza este menționată în „Doctor Faust” (1592) a lui Christopher Marlowe. Măcinat de gândul că sufletul îi este damnat, se roagă ca metempsihoza să fie adevărată pentru ca sufletul său să se poată elibera. 
„Metempsihoza” este titlul unei lucrări mai lungi a poetului metafizic John Donne, scrisă în 1601. Poemul, cunoscut și sub numele de „Infinitati Sacrum”, se constituie din două părți: „Epistolă” și „Progresul sufletului”. În primul vers al celei din urmă, Donne afirmă că el "cântă despre progresul sufletului nemuritor". 
În „Filosofie de dormitor” (1795) a Marchizului de Sade, un personaj explică ideea ca o dovadă rațională pentru decriminalizarea omuciderii. 
Metempsihoza este menționată și este mecanismul cheie al scurtei povești „Metzengerstein” publicată în 1832 de către Edgar Allan Poe. Poe se întoarce la subiectul metempsihozei în „Morella” (1835) și în „Portretul oval” (1842). 
Herman Melville menționează metempsihoza în capitolul 98 din „Moby Dick”: „O! Metempsihoza! Pitagora, care în luminoasa Grecie, cu două mii de ani în urmă, a murit, atât de bun, atât de înțelept, atât de sensibil...”. 
Se face referire la metempsihoză și în „Cartea Vârcolacilor” (1865) a lui Sabine Baring-Gould, aceasta luând în discuție transmigrația sufletului de la om la bestie.

## În literatura română
- Motivul metempsihozei a fost utilizat de Mihai Eminescu în nuvela Avatarii faraonului Tla.
- Adam și Eva, roman de Liviu Rebreanu, are drept temă principală credința în reîncarnare, metempsihoza. Cuplul arhetipal și androginic se caută și se reîntregește în șapte perioade istorice foarte diferite.

- Nuntă în cer de Mircea Eliade.